# A Place with No Name
A Place with No Name è un brano musicale del cantante statunitense Michael Jackson, inciso nel 1998 e rimasto inedito fino al 2014, anno in cui è stato rivisitato in chiave contemporanea dai produttori Stargate e inserito nella tracklist dell'album postumo Xscape. Il brano è stato pubblicato come secondo singolo dell'album il 12 agosto 2014. Il videoclip fu il primo ad essere presentato esclusivamente su Twitter il 13 agosto 2014 e, lo stesso giorno, sugli schermi giganti a Times Square a New York. Il giorno seguente, venne anche pubblicato sul canale ufficiale Vevo di Jackson su YouTube.

## Descrizione
Il brano è stato scritto da Michael Jackson, Dewey Bunnell ed Elliot Straite (detto Dr. Freeze) ed inciso inizialmente nel 1998-1999, all'inizio delle sessioni dell'album Invincible (pubblicato nel 2001), ma alla fine venne scartato dalla tracklist finale. Il cantante continuò a lavorarci sopra negli anni successivi, sino al 2008. Per la composizione del testo e della musica, Jackson e i suoi collaboratori si ispirarono a A Horse with No Name, singolo di successo del 1972 degli America. Quando il sito web TMZ pubblicò su Internet un'anteprima della canzone dalla durata di 24 secondi, tre settimane dopo la morte di Michael Jackson nel 2009, gli America affermarono di essere onorati del fatto che il re del pop si fosse ispirato a una loro canzone. La canzone parla di un uomo la cui auto si rompe in mezzo al deserto e lì viene portato da una donna in una misteriosa città dove non esistono dolori e tristezze, lasciando intendere, alla fine del brano, che il luogo possa trattarsi dell'aldilà. La versione completa del brano venne pubblicata illegalmente sul web per la prima volta il 3 dicembre 2013. La versione modernizzata dai produttori Stargate venne pubblicata poi nel secondo album in studio postumo del cantante, Xscape (2014), mentre la versione originale della canzone, così come lasciata da Jackson, venne pubblicata nella Deluxe Edition dello stesso album.

## Video musicale
Il videoclip, diretto da Samuel Bayer (il quale ha diretto artisti del calibro dei Nirvana e dei The Rolling Stones), è stato pubblicato in esclusiva su Twitter il 13 agosto 2014 e sul canale ufficiale YouTube di Michael Jackson il giorno seguente. Per realizzarlo, sono state utilizzate delle immagini ricavate dal backstage del videoclip di In the Closet, canzone tratta dall'album Dangerous del 1991 e pubblicata come singolo nel 1992. Alle immagini di repertorio di Jackson, vengono alternate alcune immagini di due ballerini, un uomo e una donna, che danzano in un panorama desertico, simile a quello del videoclip di In the Closet, e poi in riva al mare, e interpretati da Alvester Martin e Danielle Acoff.

## Accoglienza
In generale, il brano (nella Xscape Version del 2014) ha ricevuto molti giudizi positivi da parte dei critici musicali. Joe Levy, della rivista Billboard, ha definito la canzone come il "pezzo forte" dell'album, mentre Nekesa Mumbi, della società Yahoo!, ha affermato che A Place with No Name ha lo stesso ritmo e le stesse sonorità di Leave Me Alone (singolo estratto dall'album Bad nel 1989) e che il testo non è particolarmente interessante; secondo la Mumbi, questo sarebbe il motivo per il quale Michael Jackson decise di non pubblicare la canzone.

## Classifiche
| Classifica (2014) | Posizione massima |
| ----------------- | ----------------- |
| Belgio (Fiandre)  | 5                 |
| Belgio (Vallonia) | 19                |
| Corea del Sud     | 6                 |
| Croazia           | 20                |
| Paesi Bassi       | 24                |
| Polonia           | 33                |
| Ungheria          | 9                 |